# Autostrada A6 (Romania)
La autostrada A6, chiamata anche Autostrada del Sud (in rumeno: Autostrada Sudului), è un'autostrada della Romania. L'A6 è per gran parte allo stato di progetto di cui su 520km ne sono stati costruiti solo 11km tra Lugoj Nord ed il suo terminale sulla autostrada A1. Il progetto prevede di collegare Bucarest con Timișoara attraversando i distretti della storica regione del Banato rumeno. L'autostrada collegerà la capitale a Roșiorii de Vede, Craiova, Drobeta-Turnu Severin, Orșova e Caransebeș.
Nel progetto è prevista anche una diramazione nei pressi di Craiova che dovrebbe unire l'autostrada al ponte Nuova Europa che unisce la cittadina rumena di Calafat e la città bulgara di Vidin.

## Tabella percorso
| Autostrada del Sud |                       |      |      |           |
| Tipo               | Indicazione           | ↓km↓ | ↑km↑ | Distretto |
|                    | Lugoj Nord Strada DN6 | 0,0  | ..   | Timiș     |
|                    | Balint Strada DJ609B  | 9,0  | ..   | Timiș     |
|                    | A1 Nădlac - Bucarest  | 11,0 | ..   | Timiș     |